# Gaetano Baronchelli
Gaetano Baronchelli (Ceresara, 21 aprile 1952) è un ex ciclista su strada italiano.
Professionista dal 1974 al 1981 e dal 1985 al 1986, fu attivo in tutte le stagioni come compagno di squadra e gregario del fratello minore Gianbattista Baronchelli (vice-campione del mondo nel 1980 e tre volte a podio al Giro d'Italia).

## Carriera
Fra i dilettanti nel 1973 si classifica secondo ai campionati italiani vinti da Bruno Vicino e nello stesso anno giunge settimo ai campionati del mondo al Montjuïc.
L'anno seguente passa fra i professionisti con la Scic insieme al fratello Gianbattista, di un anno più giovane, ma nelle successive dieci stagioni di attività non vince nessuna corsa a livello individuale. Si aggiudica invece una cronometro a squadre nella 1ª semitappa della Parigi-Nizza 1980 con la Bianchi-Piaggio, e ottiene alcuni piazzamenti, tra cui spiccano il terzo posto al Gran Premio Montelupo 1978 e il quinto alla Milano-Torino 1978. Prende inoltre parte a otto edizioni del Giro d'Italia, e nel 1979 partecipa anche al Tour de France, ritirandosi dopo la settima tappa.
Chiude la carriera professionistica a 34 anni. Successivamente gestisce un negozio di biciclette ad Arzago d'Adda, nei pressi di Bergamo, insieme al fratello Gianbattista.

## Palmarès

### Altri successi
- 1980 (Bianchi-Piaggio)

1ª tappa, 1ª semitappa Parigi-Nizza (Barbizon > Nemours, cronosquadre)

## Piazzamenti

### Grandi Giri
- Giro d'Italia

1974: 84º
1975: 60º
1976: ritirato
1977: 57º
1978: 81º
1980: 52º
1981: 82º
1985: 133º
- Tour de France

1979: ritirato (7ª tappa)